# 雲姓
姓是一個中國人的姓氏，在《百家姓》中排名第41位。

## 起源
- 出自於縉雲氏，是黃帝時夏官之後，以官名為姓氏。是依據《姓苑》「縉雲氏之後」所命姓氏。後來又根據《姓氏考略》的資料記載，縉雲氏是雲氏的始祖。根據考證，他是比祝融還要更早的黃帝時期的人，也是以官名為姓氏。縉雲，在黃帝時的一種官名，黃帝以雲名官，分別管理一年四季之事，其中夏官的官名就叫做縉雲氏。他的後代子孫便以縉雲兩個字，當作自己家族的姓氏，一直流傳到後來，便去掉縉字簡稱為雲氏。
- 出自少數民族改姓，代北有複姓有悉雲氏，之後去掉悉，簡稱為雲氏，蒙古族中有永謝布部。

## 郡望
1. 琅玡郡：根據《姓氏考略》記載：雲姓出自「縉雲氏之後，望出琅玡，河南。」春秋齊有琅玡邑，在今山東膠縣南琅玡台西北。有越王勾踐遷都至此之說。秦在此置琅玡縣，並以之為琅玡郡治所。郡境為山東半島東南部。漢治東武（今諸城）。東漢琅玡國改治開陽（今臨沂北）。北魏治即丘（今臨沂東南）。隋唐有沂州琅玡郡。從魏晉琅玡國起，琅玡台及秦琅玡郡治均不屬琅玡郡（國）。
2. 河南郡：漢高帝時置河南郡，即秦三川郡地，治雒陽（在今河南省洛陽市一帶）。隋有豫州河南郡，唐為洛州河南府，轄境都遠小於漢河南郡。元為路，明為府。

## 堂號
琅玡堂